# 1961 NBA Draft
1961 NBA Draft

## Runda pierwsza
| Wybór | Zawodnik        | Narodowość | Drużyna NBA           | Uczelnia        |
| ----- | --------------- | ---------- | --------------------- | --------------- |
| 1     | Walt Bellamy    | USA        | Chicago Zephyrs       | Indiana         |
| 2     | Tom Stith       | USA        | New York Knicks       | St. Bonaventure |
| 3     | Larry Siegfried | USA        | Cincinnati Royals     | Ohio State      |
| 4     | Ray Scott       | USA        | Detroit Pistons       | Portland        |
| 5     | Wayne Yates     | USA        | Los Angeles Lakers    | Memphis State   |
| 6     | Ben Warley      | USA        | Syracuse Nationals    | Tennessee State |
| 7     | Tom Meschery    | USA        | Philadelphia Warriors | St. Mary’s (CA) |
| 8     | Cleo Hill       | USA        | St. Louis Hawks       | Winston-Salem   |
| 9     | Gary Phillips   | USA        | Boston Celtics        | Houston         |

## Runda druga
| Wybór | Zawodnik       | Narodowość | Drużyna NBA           | Uczelnia          |
| ----- | -------------- | ---------- | --------------------- | ----------------- |
| 10    | Whitey Martin  | USA        | New York Knicks       | St. Bonaventure   |
| 11    | Bob Wiesenhahn | USA        | Cincinnati Royals     | Cincinnati        |
| 12    | Johnny Egan    | USA        | Detroit Pistons       | Providence        |
| 13    | Fred Sawyer    | USA        | Los Angeles Lakers    | Louisville        |
| 14    | Chris Smith    | USA        | Syracuse Nationals    | Virginia Tech     |
| 15    | Ted Luckenbill | USA        | Philadelphia Warriors | Houston           |
| 16    | Ron Horn       | USA        | St. Louis Hawks       | Indiana           |
| 17    | Al Butler      | USA        | Boston Celtics        | Niagara           |
| 18    | Jack Turner    | USA        | Chicago Zephyrs       | Louisville        |
| 19    | Jerry Graves   | USA        | Chicago Zephyrs       | Mississippi State |
| 20    | York Larese    | USA        | Chicago Zephyrs       | North Carolina    |
| 21    | Don Kojis      | USA        | Chicago Zephyrs       | Marquette         |
| 22    | Doug Moe       | USA        | Chicago Zephyrs       | North Carolina    |
| 23    | Jeff Cohen     | USA        | Chicago Zephyrs       | William & Mary    |

## Runda trzecia
| Wybór | Zawodnik        | Narodowość | Drużyna NBA           | Uczelnia          |
| ----- | --------------- | ---------- | --------------------- | ----------------- |
| 24    | Tony Jackson    | USA        | New York Knicks       | St. John’s        |
| 25    | Bob Nordmann    | USA        | Cincinnati Royals     | St. Louis         |
| 26    | Doug Kistler    | USA        | Detroit Pistons       | Duke              |
| 27    | Frank Burgess   | USA        | Los Angeles Lakers    | Gonzaga           |
| 28    | Charles Osborne | USA        | Syracuse Nationals    | Western Kentucky  |
| 29    | Jack Egan       | USA        | Philadelphia Warriors | St. Joseph’s (PA) |
| 30    | Tom Chilton     | USA        | St. Louis Hawks       | East Tennessee    |
| 31    | Bill Depp       | USA        | Boston Celtics        | Vanderbilt        |
| 32    | Bill Bridges    | USA        | Chicago Zephyrs       | Kansas            |